# 尤哈尼夫卡
48°40′57″N 39°42′43″E / 48.68250°N 39.71194°E
尤哈尼夫卡（羅馬化：Yuhanivka）是位於烏克蘭東部的村莊，由盧甘斯克州夏斯佳區的斯塔尼察-盧漢斯卡市鎮負責管轄。該村始建於1895年，面積0.63平方公里，2001年人口39，人口密度每平方公里61.9人。